# John William Mackay

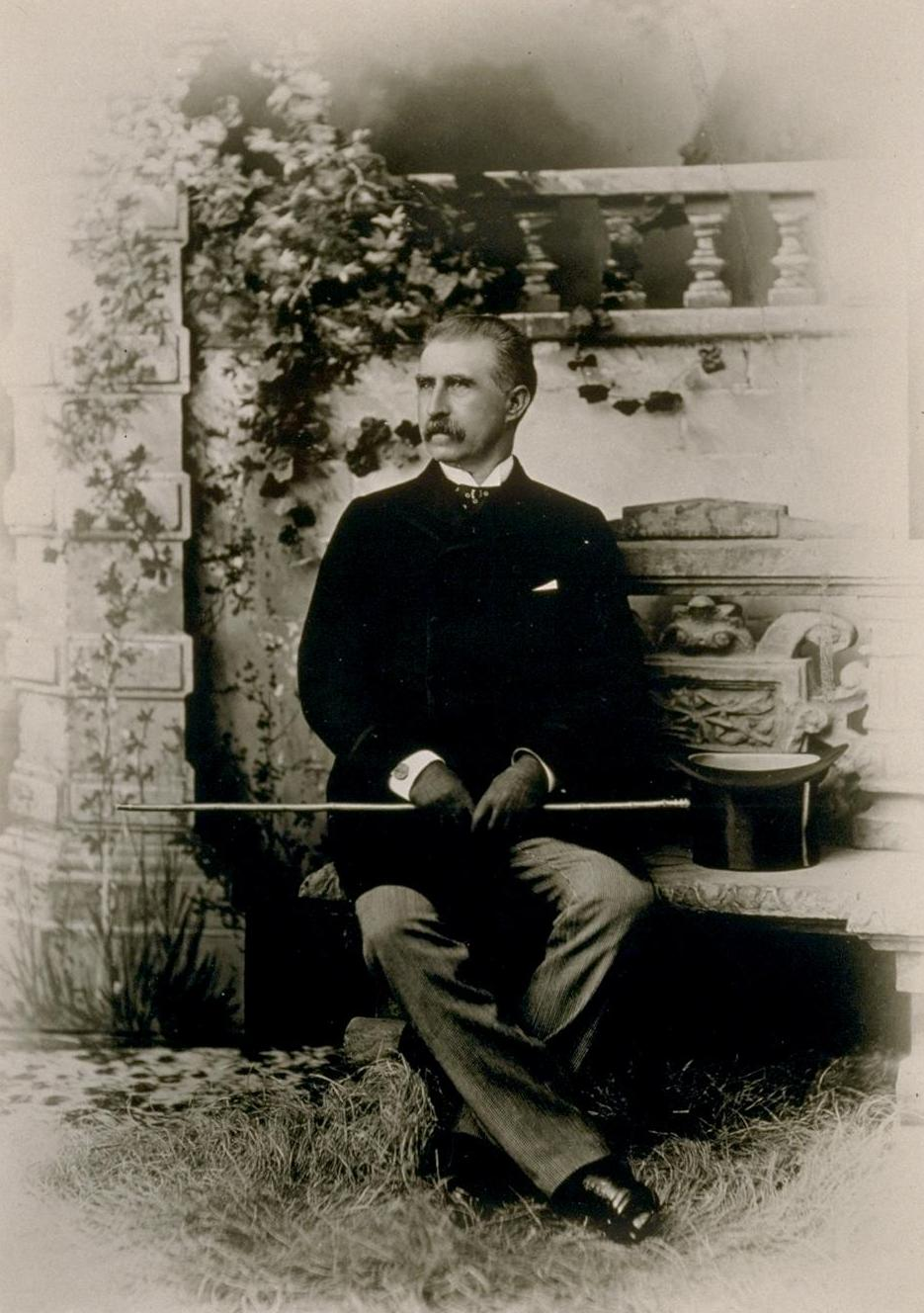
John William Mackay.

John William Mackay, född den 28 november 1831 i Dublin, död den 20 juli 1902 i London, var en amerikansk finansman.
Mackay emigrerade 1840 med sina föräldrar till Förenta staterna. Han var 1851–1860 guldgrävare i Kalifornien och ägnade sig sedan åt gruvaffärer i Nevada, där upptäckten, i början av 1870-talet, av de rika silvergruvorna, i vilka han ägde två femtedelar, gjorde honom till en av världens rikaste män, ofta kallad "silverkungen". Mackay ägnade sig sedermera med ringa framgång åt bankaffärer i Kalifornien och Nevada, grundade 1884 jämte James Gordon Bennett den yngre "The commercial cable company", som nedlade två atlantkablar, samt överflyttade mot 1880-talets slut som privatman till Europa.